# Bukovica (Jajce, BiH)
Bukovica je bivše samostalno naselje s područja današnje općine Jajce, Federacija BiH, BiH.

## Povijest
Za vrijeme socijalističke BiH ovo je naselje podjeljeno na Gornju i Donju Bukovicu.